# انفجار أشعة غاما 050904

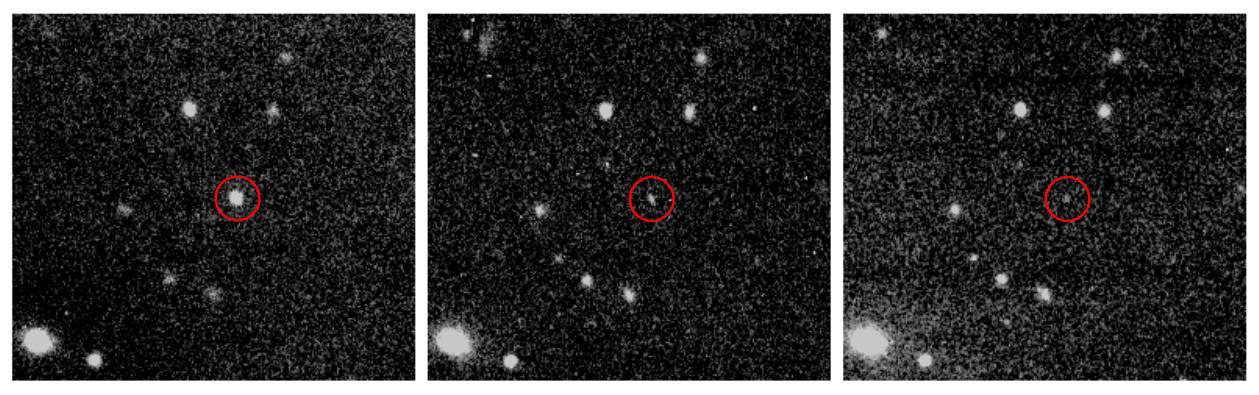
صور متعاقبة بالتلسكوب SOAR للوهيج المتعقب للانفجار GRB 050904 للأشعة تحت الحمراء.

انفجار أشعة غاما 050904 في الفلك (بالإنجليزية:GRB 050904) هو نبضة أصدر خلالها نجم طاقة هائلة في هيئة أشعة غاما ، كان ذلك بتاريخ 4 سبتمبر عام 2005 في تمام الساعة 01:51:44 حسب التوقيت العالمي المنسق . اكتشفه مرصد سويفت الفضائي التابع لناسا.
حدث انفجار أشعة غاما المذكور على بعد 7و12 مليار سنة ضوئية حيث ة صل انزياحه الأحمر z=6.29 وكان ذلك في كوكبة الحوت. ويعلم موقع الانفجار ب مطلع مستقيم RA=00h54m41s وميل Dec=N14°08′17″ .
استغرق إصدار أشعة غاما 200 ثانية وهو بذلك أحد أطول الانفجارات لأشعة غاما زمنيا، والتي يعتقد العلماء في ارتباطها بانفجار مستعر أعظم.
وكان انفجار أشعة غاما 050904 أبعد حدث من ذلك النوع عن الأرض حتى اكتشاف انفجار أشعة غاما 080913 (الذي حدث في 13/9/2008).
تسمى انفجارات أشعة غاما طبقا لتاريخ اكتشافها، حيث يدل الرقمان الأولان على اليوم، والرقمان الثانيان يعطيان الشهر والرقمان الأخيران يعطيان سنة الحدث. وتسجل تلك الأحداث التي تعرفنا عليها حديثا منذ السبعينيات من القرن الماضي عن طريق مسبارات فضائية تدور حول الأرض تقيس الأشعة السينية و أشعة غاما. لا يمكن تسجيل أشعة إكس وأشعة غاما القادمة من مختلف أنحاء الكون بمراصد أرضية بسبب امتصاص جو الأرض لتلك الأشعة. فسبحان الله كلما اخترعنا جهازا جديدا للمشاهدة نتعرف على عوالم جديدة، سواء في الكون أو في أعماق البحار.

## النجم السالف

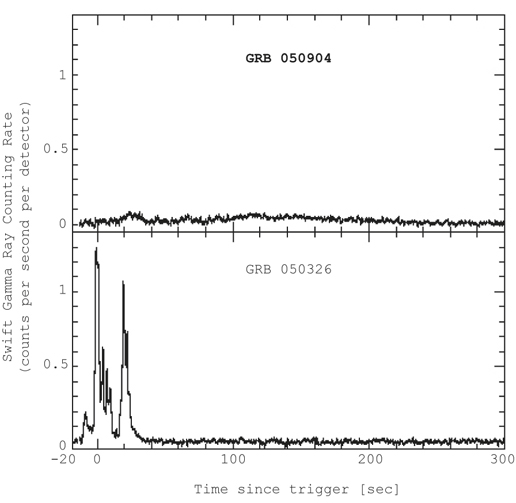
قياسات سويفت : المنحنى العلوي معدل القياس لانزياح أحمر كبير ل GRB 050904. المنحنى السفلى انفجار (قريب) للانفجار GRB 050326 للمقارنة.

يعتقد أن مصدر انفجار أشعة غاما هو نجم غاية في الضخامة انتهي عمره بهذا الانفجار الكبير الذي حدث منذ بلايين السنين. ويقدر العلماء أن كمية هائلة من الطاقة أصدرها النجم خلال 300 دقيقة تعادل ماتصدره الشمس خلال عمرها كله المقدر ب 10 مليارات سنة. يعتقد العلماء بصفة عامة ان انفجارات اشعة غاما التي تستمر طويلا تنتج من تقلص مفاجيئ لنجم بالغة الضخامة (تبلغ كتلته 20 - 100 كتلة شمسية) في هيئة مستعر فوق عظيم ، ويامل العلماء عن طريق تلك الدراسات التعرف على نشأة النجوم والمجرات في الكون عند نشأته.

## بـُعده
يشكل انفجار أشعة غاما 050904 واحد من أكثر تلك الأحدات بعدا عن الأرض حيث يبعد 7و12 مليار سنة ضوئية . حدث تقلص النجم نحو 900 مليون سنة فقط بعد الانفجار العظيم ، وهو زمن كان الكون فيه في نحو 6% من عمره الحالي، وحيث بدأ تكون النجوم والمجرات فيه.

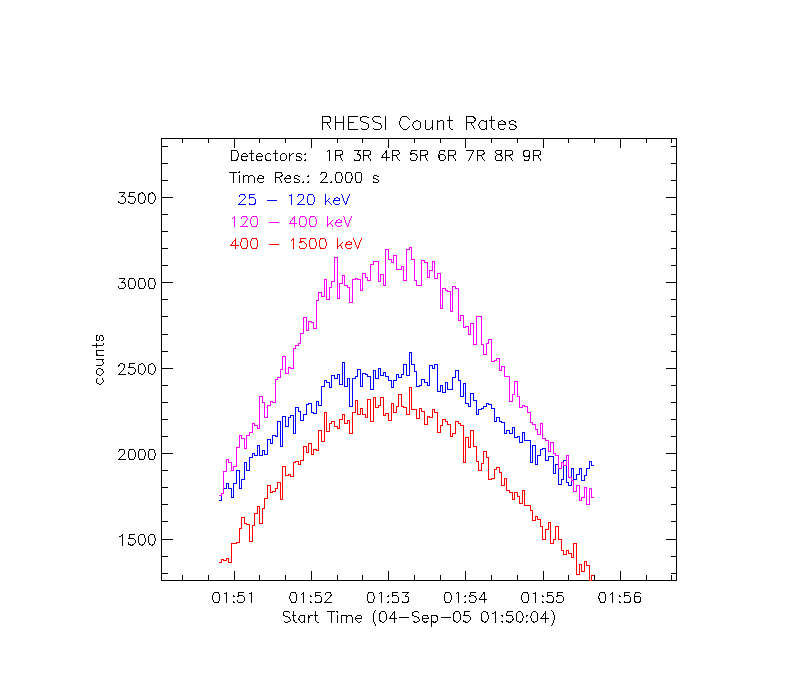
معدل القياس كدالة للزمن خلال 5 دقائق الأولى. ثلاث منحنيات عند طاقة أشعة مختلفة.

## وهيج متعقب
أول ما أشار إلى بعد هذا الحدث عنا هو عدم تسجيل وهيج متعقب له في نطاق الضوء المرئي وإنما في نطاق الاشعة تحت الحمراء . وبسبب السافة الكبيرة بيننا وبين الانفجار تنزاح طول موجة الأشعة القادمة نحو أطوال موجة أطول، وبالتالي تقل طاقتها. ونظرا لامتصاص جو الأرض للأشعة فوق البنفسجية و أشعة غاما فإننا لا نستطيع رؤياها من الأرض.

## اقرأ أيضا
- انفجار أشعة غاما 971214
- انفجار أشعة غاما 080916C
- انفجار أشعة غاما 060218
- انفجار أشعة غاما 090423
- انفجار أشعة غاما 970228
- مجرة إهليجية
- مجرة حلزونية
- مستعر أعظم SN 2005ap
- مستعر أعظم نوع Ia
- مستعر أعظم II
- مجرة
- قزم أبيض
- عملاق أحمر
- الانفجار العظيم
- خط زمني للانفجار العظيم
- نجم نيوتروني
- ثقب أسود
- قائمة انفجارات أشعة غاما
- قائمة أبعد أجرام الكون عنا
- A1689-zD1

## وصلات خارجية
- موقع «الكون» في الإنترنت